# Lisinopril/amlodipino
Lisinopril/amlodipino, vendido bajo la marca Lisonorm entre otras, es un medicamento utilizado para tratar la presión arterial alta. Es una combinación de lisinopril, un inhibidor de la ECA, con amlodipino, un bloqueador de los canales de calcio. Puede utilizarse cuando la presión arterial está bien controlada con cada uno de los dos agentes solos.  Se toma por vía oral.
Los efectos secundarios pueden incluir presión arterial baja, problemas renales, problemas hepáticos, tos y niveles altos de potasio en sangre. No debe utilizarse en personas que hayan tenido previamente angioedema debido a inhibidores de la ECA.  No se recomienda su uso durante el embarazo o la lactancia. El lisinopril actúa disminuyendo la angiotensina II y aumentando la bradicinina, mientras que la amlodipina disminuye la entrada de calcio a las células musculares del corazón y a las células sanguíneas.
La combinación fue aprobada para uso médico en Europa en 2008. Está en la Lista de Medicamentos Esenciales de la Organización Mundial de la Salud.Aunque está disponible en India y Europa, no lo está en Canadá, Australia ni Estados Unidos a partir de 2019. 